# Lijst van rijksmonumenten in Giethoorn
De plaats Giethoorn telt 39 inschrijvingen in het rijksmonumentenregister, hieronder een overzicht.
| Object | Oorspronkelijke functie?  | Bouwjaar                                                                                      | Architect | Locatie              | Coördinaten?                 | Nr.?   | Afbeelding                                                                              |
| --- | ------------------------- | --------------------------------------------------------------------------------------------- | --------- | -------------------- | ---------------------------- | ------ | --------------------------------------------------------------------------------------- |
| Hervormde kerk met klokkenstoel | Kerk en kerkonderdeel     | 1645 1815 (herst.) 1818 (herst.) 1931 (rest.)                                                 |           | Beulakerweg 80       | 52° 44' 23" NB, 6° 4' 34" OL | 10493  | Meer afbeeldingen                                                                       |
| Boerderijtje onder rieten dak met naar rechts uitgebouwd woongedeelte en stal met houten wanden                                                             | Boerderij                 |                                                                                               |           | Binnenpad 15         | 52° 43' 38" NB, 6° 5' 25" OL | 10494  | Meer afbeeldingen                                                                       |
| Boerderij met dwars voor de stal gebouwd woonhuis onder rieten schilddak en stalgedeelte onder met riet gedekt wolfdak                                      | Boerderij                 | midden 19e eeuw                                                                               |           | Binnenpad 61         | 52° 43' 24" NB, 6° 5' 27" OL | 10496  | Meer afbeeldingen                                                                       |
| Boerderijtje onder rieten schilddak met voorgevel met houten beschot onder het wolfschild en bedrijfsdeel met houten wanden                                 | Boerderij                 |                                                                                               |           | Binnenpad 63         | 52° 43' 24" NB, 6° 5' 26" OL | 10497  | Meer afbeeldingen                                                                       |
| Boerderijtje onder licht oplopend rieten schilddak met bedrijfsdeel met houten wanden                                                                       | Boerderij                 |                                                                                               |           | Binnenpad 125        | 52° 43' 11" NB, 6° 5' 26" OL | 10498  | Meer afbeeldingen                                                                       |
| Boerderij onder rieten dak met dwars gebouwd woondeel en bedrijfsdeel met houten wanden                                                                     | Boerderij                 |                                                                                               |           | Binnenpad 141        | 52° 43' 4" NB, 6° 5' 27" OL  | 10499  | Boerderij onder rieten dak met dwars gebouwd woondeel en bedrijfsdeel met houten wanden |
| Boerderij onder hoog rieten schilddak met voorgevel met houten beschot onder het wolfschild en bedrijfsdeel met gedeeltelijk houten wanden                  | Boerderij                 |                                                                                               |           | Binnenpad 143        | 52° 43' 3" NB, 6° 5' 26" OL  | 10500  | Meer afbeeldingen                                                                       |
| Boerderij onder rieten schilddak met voorgevel met houten beschot onder het wolfschild en stalgedeelte met houten wanden                                    | Boerderij                 |                                                                                               |           | Binnenpad 20         | 52° 43' 33" NB, 6° 5' 23" OL | 10501  | Meer afbeeldingen                                                                       |
| Doopsgezinde Vermaning | Kerk en kerkonderdeel     | 1871                                                                                          |           | Binnenpad 50         | 52° 43' 21" NB, 6° 5' 23" OL | 10502  | Meer afbeeldingen                                                                       |
| Boerderijtje met dwars woondeel onder rieten schilddak waarop het rieten dak van het bedrijfsdeel loodrecht aansluit                                        | Boerderij                 |                                                                                               |           | Binnenpad 52         | 52° 43' 20" NB, 6° 5' 23" OL | 10503  | Meer afbeeldingen                                                                       |
| Boerderij onder rieten schilddak met voorgevel met houten beschot onder het wolfschild                                                                      | Boerderij                 |                                                                                               |           | Binnenpad 96         | 52° 43' 0" NB, 6° 5' 23" OL  | 10504  | Meer afbeeldingen                                                                       |
| Boerderij met oplopend rieten schilddak boven het bedrijfsdeel, dwars woondeel eveneens onder rieten schilddak en bedrijfsdeel met houten wanden            | Boerderij                 |                                                                                               |           | Binnenpad 98         | 52° 42' 59" NB, 6° 5' 23" OL | 10505  | Meer afbeeldingen                                                                       |
| Boerderij onder oplopend rieten schilddak | Boerderij                 |                                                                                               |           | Binnenpad 102        | 52° 42' 59" NB, 6° 5' 17" OL | 10506  | Meer afbeeldingen                                                                       |
| Boerderijtje op T-vormige plattegrond met kleine kameelrug, gedekt door rieten schilddaken en met zesruitsschuiframen in het woondeel                       | Boerderij                 | 18e eeuw 19e eeuw (vensters)                                                                  |           | Kerkweg 33           | 52° 44' 15" NB, 6° 5' 26" OL | 10511  | Meer afbeeldingen                                                                       |
| Boerderij met rieten wolfdak, vensters met luiken en zesruitsschuiframen                                                                                    | Boerderij                 | 1850-1900                                                                                     |           | 't Klooster 4        | 52° 44' 58" NB, 6° 5' 24" OL | 10512  | Meer afbeeldingen                                                                       |
| Boerderij met rieten wolfdak, witgesausd woondeel met gevel met houten bovenstuk en staldeel met wanden van gepotdekselde houten delen                      | Boerderij                 | verm. ca. 1800                                                                                |           | 't Klooster 5        | 52° 44' 58" NB, 6° 5' 23" OL | 10513  | Meer afbeeldingen                                                                       |
| Keuterboerderijtje in baksteen (voorhuis) en hout (achterdeel) op rechthoekig grondplan onder met riet gedekt wolfdak                                       | Boerderij                 | 1850-1900                                                                                     |           | Langesteeg 9         | 52° 42' 55" NB, 6° 5' 7" OL  | 10514  | Meer afbeeldingen                                                                       |
| Voorm. Hervormde pastorie | Woonhuis                  | 1863                                                                                          |           | Molenweg 9           | 52° 44' 33" NB, 6° 4' 60" OL | 10515  | Meer afbeeldingen                                                                       |
| Boerderijtje met woondeel onder dwars rieten schilddak met dakkapel en tot woonhuis verbouwd staldeel onder rieten schilddak                                | Boerderij                 |                                                                                               |           | Molenweg 17          | 52° 44' 36" NB, 6° 5' 2" OL  | 10516  | Meer afbeeldingen                                                                       |
| Boerderij met dwars woondeel onder rieten schilddak met dakkapel en staldeel eveneens onder rieten schilddak                                                | Boerderij                 |                                                                                               |           | Molenweg 33          | 52° 44' 46" NB, 6° 5' 2" OL  | 10517  | Meer afbeeldingen                                                                       |
| Boerderijtje onder rieten schilddak met bedrijfsdeel met houten wanden                                                                                      | Boerderij                 |                                                                                               |           | Molenweg 14          | 52° 44' 39" NB, 6° 5' 3" OL  | 10518  | Meer afbeeldingen                                                                       |
| Woonhuis met kameelrug en met bedrijfsgedeelte bekleed door hout onder rieten schilddak                                                                     | Boerderij                 |                                                                                               |           | Molenweg 22          | 52° 44' 47" NB, 6° 5' 3" OL  | 10519  | Meer afbeeldingen                                                                       |
| Klein woonhuis met houten gevels en aangebouwde berging onder schilddak                                                                                     | Woonhuis                  |                                                                                               |           | Molenweg 24          | 52° 44' 48" NB, 6° 5' 3" OL  | 10520  | Meer afbeeldingen                                                                       |
| Boerderijtje onder rieten schilddak met staldeel met houten wanden                                                                                          | Boerderij                 |                                                                                               |           | Noorderpad 1         | 52° 44' 53" NB, 6° 5' 5" OL  | 10521  | Meer afbeeldingen                                                                       |
| Boerderij met staldeel met houten wanden onder oplopend rieten schilddak dat aansluit op rieten schilddak van woondeel                                      | Boerderij                 |                                                                                               |           | Noorderpad 13        | 52° 44' 56" NB, 6° 5' 3" OL  | 10522  | Meer afbeeldingen                                                                       |
| Boerderij onder rieten schilddak met jongere aanbouw en houten stalwanden                                                                                   | Boerderij                 | 1868                                                                                          |           | Noorderpad 15        | 52° 44' 57" NB, 6° 5' 3" OL  | 10523  | Meer afbeeldingen                                                                       |
| Boerderij met bedrijfsdeel onder rieten schilddak dat loodrecht aansluit op het rieten schilddak met hoekschoorstenen van het dwarse woongedeelte           | Boerderij                 |                                                                                               |           | Noorderpad 17        | 52° 44' 58" NB, 6° 5' 2" OL  | 10524  | Meer afbeeldingen                                                                       |
| Woning met zesruitsschuifvensters onder rieten schilddak | Woonhuis                  |                                                                                               |           | Noorderpad 14        | 52° 44' 59" NB, 6° 5' 4" OL  | 10525  | Meer afbeeldingen                                                                       |
| Boerderijtje onder oplopend rieten schilddak met stal met houten wanden                                                                                     | Boerderij                 |                                                                                               |           | Noorderpad 20        | 52° 45' 1" NB, 6° 5' 3" OL   | 10526  | Meer afbeeldingen                                                                       |
| Dwarswoning onder met pannen gedekt schilddak met bedrijfdeel onder rieten schilddak                                                                        | Woonhuis                  |                                                                                               |           | Noorderpad 21        | 52° 44' 59" NB, 6° 5' 1" OL  | 10527  | Dwarswoning onder met pannen gedekt schilddak met bedrijfdeel onder rieten schilddak    |
| Boerderijtje onder rieten schilddak met woondeel met zesruitsschuifvensters met luiken en bedrijfsdeel met houten wanden                                    | Boerderij                 |                                                                                               |           | Noorderpad 24        | 52° 45' 3" NB, 6° 5' 2" OL   | 10528  | Meer afbeeldingen                                                                       |
| Dwarswoonhuis onder rieten schilddak met linksachter een houten schuur onder hoog rieten schilddak                                                          | Woonhuis                  |                                                                                               |           | Zuiderpad 23         | 52° 42' 38" NB, 6° 4' 51" OL | 10529  | Meer afbeeldingen                                                                       |
| L-vormig pand met zesruitsschuifvensters met luiken gedekt door rieten schilddak                                                                            | Woonhuis                  |                                                                                               |           | Zuiderpad 14         | 52° 42' 56" NB, 6° 4' 58" OL | 10530  | Meer afbeeldingen                                                                       |
| Dwars woonhuis onder rieten schilddak met gedeeltelijk met hout bekleed bedrijfsdeel en vrijstaande houten schuur onder schilddak gedekt met riet en pannen | Woonhuis                  |                                                                                               |           | Zuiderpad 46         | 52° 42' 44" NB, 6° 4' 52" OL | 10531  | Meer afbeeldingen                                                                       |
| Boerderijtje met gewijzigde linkergevel onder rieten schilddak                                                                                              | Boerderij                 |                                                                                               |           | Zuiderpad 50         | 52° 42' 41" NB, 6° 4' 50" OL | 10532  | Meer afbeeldingen                                                                       |
| Doopsgezinde Vermaning, pastorie | Kerkelijke dienstwoning   | 1911                                                                                          |           | Binnenpad 48         | 52° 43' 22" NB, 6° 5' 22" OL | 507456 | Meer afbeeldingen                                                                       |
| Hervormde kerk, zondagsschool annex consistoriekamer, vergaderzaal, catechisatielokaal en verenigingsgebouw                                                 | Kerk en kerkonderdeel     | 1906                                                                                          |           | Molenweg 11          | 52° 44' 34" NB, 6° 5' 0" OL  | 507459 | Meer afbeeldingen                                                                       |
| Sint Allegonde | Boerderij                 | 1937-'38                                                                                      |           | Jan van Nassauweg 10 | 52° 45' 4" NB, 6° 3' 11" OL  | 507460 | Sint Allegonde                                                                          |
| Molenromp van Molen Bakker (Molen van Prinsen) | Industrie- en poldermolen | oorspr. ca. 1837 1878 (plaatsing op huidige locatie) 1902 (herb. na brand) 1927 (onttakeling) |           | Kerkweg 50a          | 52° 43' 52" NB, 6° 5' 25" OL | 527690 | Meer afbeeldingen                                                                       |